# Nam Myo Ho Renge Kyo
Nam Myo Ho Renge Kyo – drugi album zespołu Young Power wydany w 1988 przez wytwórnię Polskie Nagrania "Muza". Materiał nagrano w listopadzie 1987 w studiu PR w Poznaniu.

## Lista utworów
1. "Awasekana" (K. Popek) – 4:05
2. "Nam Myo Ho Renge Kyo" (K. Popek) – 7:10
3. "Principles" (K. Popek, J. Skolias) – 4:55
4. "Reggae" (A. Gralak, J. Skolias) – 5:20
5. "7" (W. Niedziela) – 5:00
6. "Nana" (K. Głuch, K. Popek, J. Skolias) – 5:20
7. "Is It Reality" (K. Popek) – 6:15

## Skład
- Krzysztof Popek – flet, lider
- Piotr Wojtasik – trąbka
- Antoni Gralak – trąbka
- Robert Jakubiec – trąbka
- Bronisław Duży – puzon
- Grzegorz Nagórski – puzon
- Aleksander Korecki – saksofon
- Włodzimierz „Kinior” Kiniorski – saksofon
- Adam Wendt – saksofon
- Marek Kazana – saksofon
- Zbigniew Jakubek – instr. klawiszowe
- Wojciech Niedziela – instr. klawiszowe
- Bernard Maseli – wibrafon
- Andrzej Urny – gitara
- Marcin Pospieszalski – gitara basowa
- Krzysztof Zawadzki – instr. perkusyjne
- Jerzy Piotrowski – perkusja
- Jorgos Skolias – śpiew